# هارت ماسي
هارت ماسي هو شخصية أعمال كندي، ولد في 29 أبريل 1823 في Alnwick/Haldimand ‏ في كندا، وتوفي في 20 فبراير 1896 في تورونتو في كندا.